# Teresa Campos (judoka)
Teresa Campos es una deportista española que compitió en judo. Ganó una medalla de plata en el Campeonato Europeo de Judo de 1975, en la categoría de –48 kg.

## Palmarés internacional
| Campeonato Europeo | Campeonato Europeo | Campeonato Europeo | Campeonato Europeo |
| Año                | Lugar              | Medalla            | Categoría          |
| ------------------ | ------------------ | ------------------ | ------------------ |
| 1975               | Múnich (RFA)       | Medalla de plata   | –48 kg             |